# James Weeks
James Weeks (* 1. Dezember 1922 in Oakland, Kalifornien; † 3. Januar 1998 in Boston, Massachusetts) war ein US-amerikanischer Maler und ein Vertreter der Bay Area Figuration. 

## Leben und Werk
Weeks wurde 1922 als der Jüngere zweier Brüder in Oakland (Kalifornien) in eine Musikerfamilie geboren. Früh zeigte sich eine ausgeprägte Affinität zur bildenden Kunst, bereits in den frühen 1930er Jahren besuchte Weeks den Kunstunterricht für Kinder an der California School of Fine Arts (CSFA), an der er später selbst unterrichten sollte. 
Auch seinem späteren Malerkollegen Richard Diebenkorn begegnete Weeks bereits an der High School. 
Nach dem High-School-Abschluss besuchte Weeks zunächst von William Gaw geleitete Abendkurse an der CSFA. Gaw, der einen traditionell-figürlichen Malstil lehrte, übte einen nachhaltigen Einfluss auf Weeks Malerei aus.
Seinen Kriegsdienst leistete Weeks in den Jahren 1943 bis 1946 als Angehöriger der USAAF überwiegend in England ab. Im Anschluss daran nahm er sein Studium an der CSFA, nunmehr auch als Schüler des späteren Begründers des Bay Area Figurative Movements, David Park, wieder auf. 
Weeks malte die gesamten 1940er Jahre hindurch figurativ, auch die Begegnung mit Clyfford Still und Mark Rothko, die beide – Still von 1946 bis 1950, Rothko im Jahr 1947 nur vorübergehend für ein Semester – an der CSFA unterrichteten, bewirkten in dem jungen Maler im Unterschied zu vielen seiner Kommilitonen keine Abkehr von der Gegenständlichkeit. 1947/48 schloss Weeks das Studium an der CSFA ab und nahm seine langjährige Unterrichtstätigkeit an der Schule auf.
Sowohl an der CSFA Faculty Show des Jahres 1950 als auch an der legendären Gruppenausstellung im Oakland Museum of California des Jahres 1957, in der die Maler der Bay Area Figuration erstmals als Kollektiv präsentiert wurden, nahm Weeks mit figürlichen Arbeiten teil. Der Künstler gilt somit neben dem früh verstorbenen David Park, Elmer Bischoff und Richard Diebenkorn als Mitglied der ersten Generation der Bay Area Figuratives. Im Gegensatz zu Bischoff und Diebenkorn blieb er der gegenständlichen Malerei über die gesamte Fortdauer seiner Karriere treu.
In den 1960er Jahren verbanden Weeks kollegiale Freundschaften auch mit Paul Wonner und Theophilus Brown, mit welchen er, ebenso wie mit Diebenkorn und Bischoff, an gemeinsamen Akt- und Portraitzeichnungssitzungen teilnahm.
1967 zog er nach Los Angeles und unterrichtete drei Jahre lang an der UCLA, ehe er 1970 dauerhaft nach Boston übersiedelte, wo er an der Boston University eine Assistenzprofessur im Fach Malerei annahm, die er bis zu seiner Pensionierung im Jahr 1987 innehatte. In seine kalifornische Heimat kehrte Weeks in der verbleibenden Lebensspanne nun vor allem im Rahmen seiner Ausstellungstätigkeit, zumeist für dem Bay Area Figuration Movement gewidmete Gruppenausstellungen, zurück. 
Der Künstler starb 1998 in Boston im Alter von 75 Jahren.